# Pantry

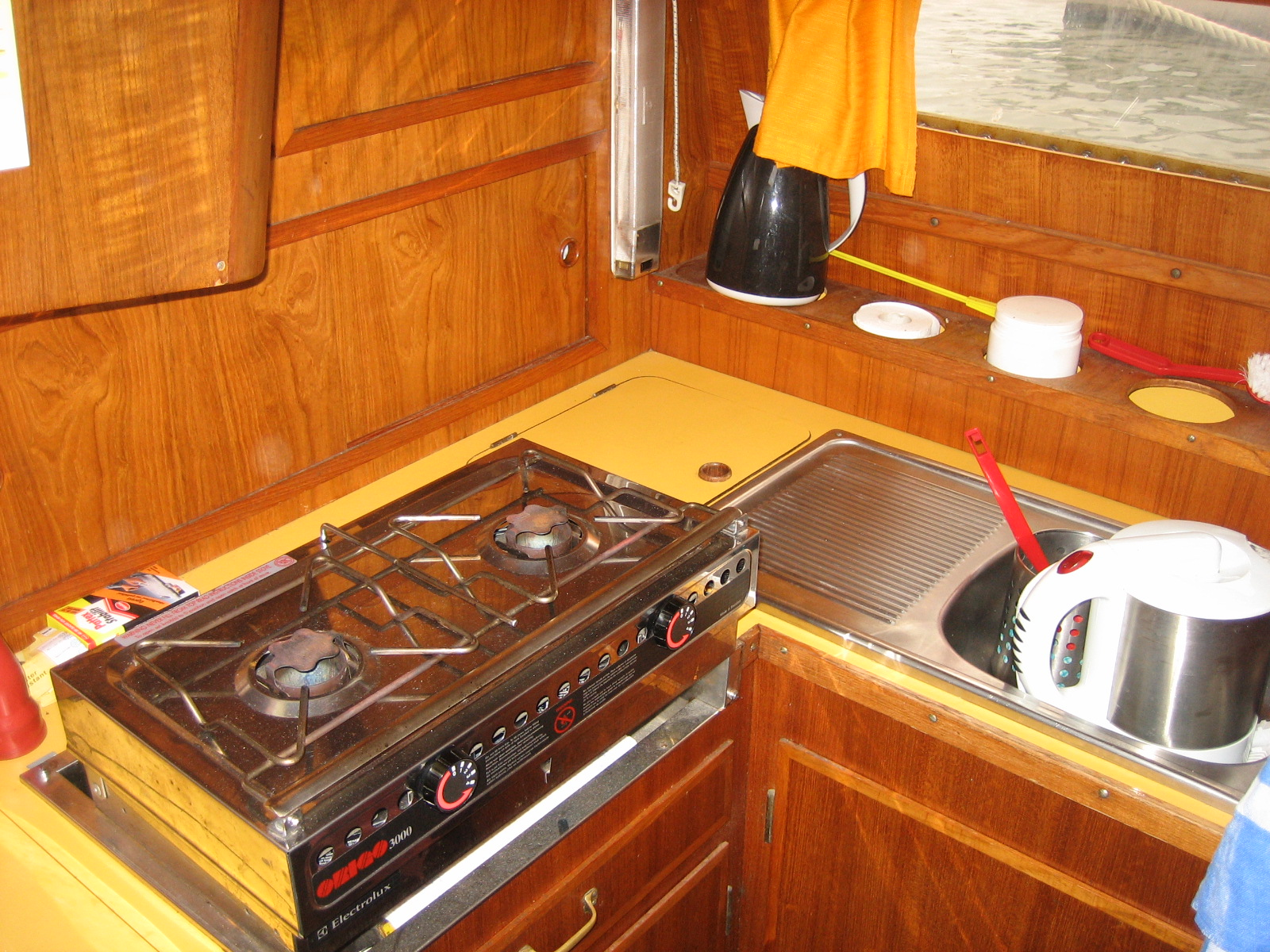
Pantry an Bord einer Beryll-Yacht

Als Pantry (engl., eigentlich für „Speisekammer“) wird im deutschen Sprachgebrauch vorrangig die meist kleine Kombüse oder Anrichte auf Yachten bezeichnet, während diese im englischen Sprachraum selbst jedoch galley genannt wird. Zudem werden aber auch kleine und auf das Nötigste beschränkte Einbauküchen in kleinen Wohnungen als Pantryküche bezeichnet. Auch in manchen Hotels gibt es in bestimmten Zimmertypen eine Pantry. Gleiches gilt für Ferienwohnungen.

## Wortherkunft
Zu Beginn des 20. Jahrhunderts bezeichnete pantry im Englischen eine Notfall- oder Kleinstküche des Einküchenhauses. Heute bedeutet pantry im Englischen meistens Speisekammer. Der Begriff geht über mittelenglisch panetrie auf altfranzösisch paneterie „Brotkammer“ zurück und letztlich auf lateinisch panis „Brot“.

## Yachten
Auf Segel- und Motoryachten befindet sich die Pantry üblicherweise gegenüber dem Esstisch im Salon, bei größeren Schiffen auch seitlich vom Niedergang. Zur Ausrüstung gehören üblicherweise ein Kochherd und ein Spülbecken. Gekocht wird in den meisten Fällen mit Gas, es gibt allerdings auch Installationen mit Diesel- oder Benzinbrennern oder Brennsprit. Auf älteren Booten wird auch Petroleum verwendet. Dieses muss aber gereinigtes Petroleum sein, sonst kommt es zu starker Rauch- und Geruchsbildung.
Bei sehr luxuriösen (Motor-)Yachten kommen heute zunehmend auch elektrische Kochfelder zum Einsatz. Dazu ist eine sehr starke Energieversorgung notwendig, oder man beschränkt sich darauf, nur im Hafen mit vorhandenem Landanschluss zu kochen. Segelschiffe beziehen ihre Energie während der Fahrt unter Segeln aus Akkumulatoren (Batterien), diese können die benötigte elektrische Energie in der Regel nicht liefern. Mit Hilfe von Solarpanelen können die Batterien auch während der Fahrt oder vor Anker wieder aufgeladen werden. Da einige Yachtbesitzer auf Lithium-Ionen-Batterien umrüsten, ist es bei ausreichender Größe und Kapazität möglich, auch mit Induktionsplatten zu kochen. Hierzu sind aber große und leistungsstarke Batterien notwendig, wofür auf kleineren Booten oft kein Platz ist. Auf kleineren Booten wird daher mit kleinen und kompakten Stromerzeugern gearbeitet. Dafür werden einfache mobile benzinbetriebene Generatoren oder fest installierte Dieselgeneratoren verwendet.
Auf Segelschiffen ist der Kochherd meistens kardanisch aufgehängt, so dass er sich um die Längs- und Querachse des Schiffes frei drehen kann und damit auch bei Krängung die Arbeitsfläche horizontal bleibt und das Kochgut nicht verschüttet wird. Spezielle Klammern sichern zusätzlich die Töpfe vor dem Herunterfallen im Seegang.
Zur Ausrüstung gehören daneben verschiedene Schapps (Einbauschränke) oder Backskisten, in denen Geschirr und Kochgut aufbewahrt werden können. Zerbrechliche Gegenstände müssen gegen Verrutschen und Herausfallen gesichert sein. Moderne Yachten werden auch mit Kühlschränken oder Gefrierfächern ausgestattet. Auch hier wird auf möglichst sparsamen Energieverbrauch geachtet. Wegen der beschränkten Größe der Kühlfächer werden bei Langfahrten unverderbliche Lebensmittel wie Konserven verwendet. Diese lassen sich zum Beispiel unter dem Fußboden der Yacht lagern.

## Marineschiffe
Auch die den Messen angegliederten Teeküchen, wo die in der Kombüse zubereiteten Speisen vorgehalten bzw. angerichtet werden, werden als Pantry bezeichnet. Die dort tätigen Soldaten, die vergleichbar den Backschaftern, die Speisen holen und auftragen, sind Pantrygasten kurz ebenfalls Pantrys.